# فردریکستد (جزایر ویرجین ایالات متحده آمریکا)
فردریکستد (به انگلیسی: Frederiksted) یک منطقهٔ مسکونی در ایالات متحده آمریکا است که در جزایر ویرجین ایالات متحده آمریکا واقع شده‌است.

## خواهرخوانده
شهر مونته‌سودایو خواهرخواندهٔ فردریکستد، جزایر ویرجین ایالات متحده آمریکا هست.